# Kenneth Clark (Psychologe)
Kenneth Clark (* 1914 in der Panamakanal-Zone als Kenneth Bancroft Clark; † 2005 in den USA) war ein US-amerikanischer Psychologe und Menschenrechtler. Clark war der erste Afroamerikaner, welcher in Psychologie promovierte, und der Gründer zweier Jugendorganisationen in Harlem.

## Leben
Kenneth Clark wurde in der Panamakanal-Zone geboren und zog mit seinen Eltern im Alter von fünf Jahren nach Harlem. An der Howard University in Washington, D.C. lernte er seine Frau Mamie Phipps Clark kennen.

## Karriere
Nachdem sich die Mutter von Clark nicht damit abfinden konnte, dass ihr Sohn nur die Handels- oder Berufsschule besuchen könne, setzte sie sich für seinen Werdegang ein und schaffte es, dass Kenneth auf die Highschool gehen durfte. Nach seinem High School Diploma besuchte er die Howard University in Washington, D.C., wo er seinen Master in Psychologie machte. 
Clark erhielt eine Professur und wurde zum Präsidenten der American Psychological Association.
Die Kenneth Clark Academy in New York trägt seinen Namen.

## Soziales Engagement
Clark war als Psychologe im Bereich der Entwicklungsforschung tätig; darüber hinaus war er mit seiner Frau Mamie Phipps Clark Gründer zweier Kinder- und Jugendorganisationen in Harlem. Zudem war Clark auch Menschenrechtler und für die Rechtsgleichheit der Afroamerikaner in den USA.

## Schriften
- Racial Identification and Preference in Negro Children 1947
- Prejudice and Your Child 1955
- Schwarzes Getto 1965
- Pathos of Power 1974

## Auszeichnungen
- 1961 – Kenneth Clark erhielt die Spingarn-Medaille der Nationalen Vereinigung zur Förderung farbiger Menschen (NAACP) für seine Beiträge zur Förderung von Integration und besseren Rassenbeziehungen.
- 1966 – Die Columbia University verlieh jedem Clark die Nicholas Murray Butler Silbermedaille für die Bedeutung ihrer Arbeit.
- 1969 – Mitglied der American Academy of Arts and Sciences
- 1970 – Kenneth B. Clark wurde von der Columbia University mit dem Ehrendoktorat ( LL.D. ) ausgezeichnet.
- 1985 – Four Freedoms Award in der Kategorie Redefreiheit
- 1986 – Presidential Medal of Liberty
- 1994 – 102. Jahrestagung der APA, 40 Jahre nach Brown v. Board of Education, wurde Clark mit dem APA Award für Outstanding Lifetime Beitrag zur Psychologie ausgezeichnet. Er war nur einer von sechs Psychologen, die diesen prestigeträchtigen Preis erhielten.
- 2002 – Molefi Kete Asante benannte Kenneth Clark auf seiner Liste von 100 größten Afroamerikanern.
- 2017 – Das Department of Psychology der Columbia University hat den Mamie Phipps Clark und den Kenneth B. Clark Distinguished Lecture Award ins Leben gerufen, um "außergewöhnliche Beiträge eines leitenden Wissenschaftlers im Bereich Rasse und Gerechtigkeit" zu würdigen.